# Gauliga Westsachsen
Die Gauliga Westsachsen (auch 1. Klasse Westsachsen) war eine der obersten Fußballligen des Verbandes Mitteldeutscher Ballspiel-Vereine (VMBV). Sie wurde 1912 gegründet und bestand bis zur Auflösung des VMBV 1933. Der Sieger qualifizierte sich für die Endrunde der mitteldeutschen Fußballmeisterschaft.

## Überblick
Die Gründung des Gaus Westsachsen erfolgte am 14. Juli 1912 in Glauchau. Die oberste Liga startete mit fünf teilnehmenden Vereinen und wurde zur kommenden Saison um einen Platz erweitert. Durch den beginnenden Ersten Weltkrieg stockte in der Spielzeit 1914/15  verbandsweit der Spielbetrieb. Die ursprüngliche Austragung der 1. Klasse Westsachsen in drei Gruppen wurde nicht zu Ende gespielt. Ab Januar 1915 wurde dafür eine Kriegsmeisterschaft ausgespielt. Die weiteren Kriegsspielzeiten fanden, wenn auch auf Grund von Spielermangel mit immer weniger Teilnehmern, statt. 
Im Zuge der Spielklassenreform des VMBV 1919 war die Gauliga Westsachsen nur noch zweitklassig. Mit der Kreisliga Westsachsen wurde eine neue oberste Spielklasse geschaffen, die neben dem Gau Westsachsen noch die Gaue Göltzschtal und Vogtland beinhaltete und überwiegend von den Plauener Vereinen aus dem Vogtland dominiert wurden. Zur Spielzeit 1923/24 wurden die Kreisligen wieder abgeschafft, die Gauliga Westsachsen war fortan wieder erstklassig und wurde anfangs mit acht Mannschaften ausgespielt. Ab der folgenden Spielzeit gab es bis zur Auflösung der Liga zehn Teilnehmer.
Im Zuge der Gleichschaltung wurde der VMBV und demzufolge auch die Gauliga Wartburg, wenige Monate nach der Machtübernahme der Nationalsozialisten im Jahre 1933 aufgelöst. Die besten zwei Vereine qualifizierten sich für die neu eingerichtete Gauliga Sachsen, die weiteren Vereine wurden in die unteren Spielklassen eingeordnet.
Die Gauliga Westsachsen konnten im Laufe ihres Bestehens von einigen Vereinen gewonnen werden. Der Zwickauer SC sicherte sich die ersten beiden ausgespielten Meisterschaften. Während des Ersten Weltkrieges konnte der Verein jeweils einmal als eigenständiger Verein und einmal als Teil einer Kriegsspielgemeinschaft mit Olympia Zwickau die Gaumeisterschaft gewinnen. Nach der Auflösung der Kreisligen gewann der Zwickauer SC noch zweimal die Meisterschaft. In den 1920er erstarkten die SpVgg 1907 Meerane und der Planitzer SC, die vier- bzw. zweimal zu Meisterschaftsehren kamen. Der VfB Glauchau, bzw. sein Vorgängerverein Glauchauer SV 07, gewann die Liga dreimal. Des Weiteren schafften je einmal die Zwickauer Vereine FC 02 Schedewitz und VfL 1905 Zwickau den Gewinn der Gauliga.

## Einordnung
Die übermäßige Anzahl an erstklassigen Gauligen innerhalb des VMBVs hatte eine Verwässerung des Spielniveaus verursacht, es gab teilweise zweistellige Ergebnisse in den mitteldeutschen Fußballendrunden. Die Vereine aus der Gauliga Westsachsen gehörten zu den spielchwächeren Vereinen im Verband. In den Kriegsjahren schied der Gaumeister Westsachsens in der mitteldeutschen Fußballendrunde regelmäßig bereits in der ersten Spielrunde aus. Ab den 1920er konnten die Westsächsischen Gaumeister zwar überwiegend die erste Runde mit teilweise hohen Ergebnissen gegen Vereine aus noch spielschwächeren Gauen gewinnen, meist folgte dann aber in der zweiten oder dritten Runde das aus gegen Gaumeister aus den stärkeren Ligen. Der größte Erfolg fand in der Spielzeit 1930/31 statt, als der Planitzer SC nach einem Sieg über den TV Theuma (4:0), einem Freilos in der zweiten Runde und einem überraschend deutlichen 4:1-Sieg über den zweifachen mitteldeutschen Fußballmeister FC Wacker Halle das Halbfinale erreichte, welches am 22. März 1931 gegen den späteren Meister Dresdner SC mit 1:3 verloren ging.
In der ab 1933 eingeführten erstklassigen Gauliga Sachsen spielte der Planitzer SC dafür eine bedeutende Rolle und konnte einmal die Gaumeisterschaft gewinnen. Der VfB Glauchau konnte sich in der dortigen Liga insgesamt vier Spielzeiten lang halten. Aus Zwickau schaffte hingegen nur die SG Zwickau zur Spielzeit 1944/45 den Aufstieg in diese erstklassige Liga.

## Meister der Gauliga Westsachsen 1913–1933
| Jahr    | Gaumeister Westsachsen           | Abschneiden mitteldt. Meisterschaft a | Mitteldeutscher Meister       |
| ------- | -------------------------------- | ------------------------------------- | ----------------------------- |
| 1912/13 | Zwickauer SC                     | Halbfinale B (3)                      | VfB Leipzig                   |
| 1913/14 | Zwickauer SC                     | Achtelfinale (2)                      | SpVgg 1899 Leipzig-Lindenau   |
| 1914/15 | Glauchauer SV 07                 | keine mitteldeutsche Endrunde         | keine mitteldeutsche Endrunde |
| 1915/16 | VfB Glauchau                     | Qualifikation (1)                     | FC Eintracht Leipzig          |
| 1916/17 | FC 02 Schedewitz                 | Vorrunde (1)                          | Hallescher FC 1896            |
| 1917/18 | KSG Zwickauer SC/Olympia Zwickau | Vorrunde (1)                          | VfB Leipzig                   |
| 1918/19 | Zwickauer SC                     | Vorrunde (1)                          | Hallescher FC 1896            |
| 1919/20 | Kreisliga Westsachsen            | Kreisliga Westsachsen                 | VfB Leipzig                   |
| 1920/21 | Kreisliga Westsachsen            | Kreisliga Westsachsen                 | FC Wacker Halle               |
| 1921/22 | Kreisliga Westsachsen            | Kreisliga Westsachsen                 | SpVgg 1899 Leipzig-Lindenau   |
| 1922/23 | Kreisliga Westsachsen            | Kreisliga Westsachsen                 | SV Guts Muts Dresden          |
| 1923/24 | Zwickauer SC                     | 2. Runde (2)                          | SpVgg 1899 Leipzig-Lindenau   |
| 1924/25 | SpVgg 1907 Meerane               | 2. Runde (2)                          | VfB Leipzig                   |
| 1925/26 | VfL 1905 Zwickau                 | Viertelfinale (3)                     | Dresdner SC                   |
| 1926/27 | SpVgg 1907 Meerane               | 2. Zwischenrunde (3)                  | VfB Leipzig                   |
| 1927/28 | SpVgg 1907 Meerane               | 1. Vorrunde (1)                       | FC Wacker Halle               |
| 1928/29 | Planitzer SC                     | Viertelfinale (3)                     | Dresdner SC                   |
| 1929/30 | SpVgg 1907 Meerane               | 2. Vorrunde (2)                       | Dresdner SC                   |
| 1930/31 | Planitzer SC                     | Halbfinale (4)                        | Dresdner SC                   |
| 1931/32 | Zwickauer SC                     | 1. Vorrunde (1)                       | PSV Chemnitz                  |
| 1932/33 | VfB Glauchau                     | Viertelfinale (3)                     | Dresdner SC                   |

## Rekordmeister
Rekordmeister der Gauliga Westsachsen ist der Zwickauer SC, der den Titel fünf Mal gewinnen konnten.
|  | Verein                            | Titel | Jahr                                        |
|  | --------------------------------- | ----- | ------------------------------------------- |
|  | Zwickauer SC                      | 5     | 1912/13, 1913/14, 1918/19, 1923/24, 1931/32 |
|  | SpVgg 1907 Meerane                | 4     | 1924/25, 1926/27, 1927/28, 1929/30          |
|  | Glauchauer SV 1907 / VfB Glauchau | 3     | 1914/15, 1915/16, 1932/33                   |
|  | Planitzer SC                      | 2     | 1928/29, 1930/31                            |
|  | FC 02 Schedewitz                  | 1     | 1916/17                                     |
|  | KSG Zwickauer SC/Olympia Zwickau  | 1     | 1917/18                                     |
|  | VfL 1905 Zwickau                  | 1     | 1925/26                                     |

## Ewige Tabelle
Berücksichtigt sind alle überlieferten Spielzeiten der erstklassigen Gauliga Westsachsen von 1912 bis 1933. Aus der Spielzeit 1917/18 sind keine Tore überliefert, die Spielzeit 1918/19 ist in Gänze nicht überliefert. Da es in einigen Spielzeiten zu Spielen kam, die als Niederlage für beide Mannschaften gewertet wurden, gibt es mehr Gegen- als Pluspunkte. 
| Pl. | Verein                                 | Jahre | Sp. | S   | U  | N   | T+  | T-  | Diff. | Punkte  | Ø-Pkt. | Titel | Spielzeiten          |
| --- | -------------------------------------- | ----- | --- | --- | -- | --- | --- | --- | ----- | ------- | ------ | ----- | -------------------- |
| 1.  | SpVgg 1907 Meerane                     | 13    | 204 | 137 | 18 | 49  | 683 | 325 | +358  | 292:116 | 1,43   | 4     | 1915–1918, 1923–1933 |
| 2.  | FC Olympia Zwickau/ VfL 1905 Zwickau b | 15    | 230 | 127 | 27 | 76  | 692 | 471 | +221  | 281:179 | 1,22   | 1     | 1912–1917, 1923–1933 |
| 3.  | VfB Glauchau                           | 13    | 204 | 126 | 17 | 61  | 603 | 333 | +270  | 269:139 | 1,32   | 2     | 1915–1918, 1923–1933 |
| 4.  | Zwickauer SC b                         | 15    | 206 | 119 | 28 | 59  | 603 | 394 | +209  | 266:146 | 1,29   | 5     | 1912–1917, 1923–1933 |
| 5.  | FC 02 Schedewitz/ FC 02 Zwickau        | 15    | 226 | 99  | 32 | 95  | 504 | 494 | +10   | 230:222 | 1,02   | 1     | 1913–1918, 1923–1933 |
| 6.  | Planitzer SC                           | 11    | 188 | 104 | 18 | 66  | 642 | 386 | +256  | 226:150 | 1,2    | 2     | 1915/16, 1923–1933   |
| 7.  | TuB 1900 Werdau/ VfTuB 1900 Werdau     | 10    | 174 | 48  | 26 | 100 | 316 | 512 | −196  | 122:226 | 0,7    | 0     | 1923–1933            |
| 8.  | SpVgg 1906 Crimmitschau                | 10    | 174 | 42  | 20 | 112 | 304 | 616 | −312  | 104:244 | 0,6    | 0     | 1923–1933            |
| 9.  | FC Sachsen Meerane c                   | 5     | 54  | 20  | 7  | 27  | 84  | 130 | −46   | 47:61   | 0,87   | 0     | 1912–1917            |
| 10. | VfL Schneeberg                         | 4     | 72  | 18  | 7  | 47  | 182 | 324 | −142  | 43:101  | 0,6    | 0     | 1926–1930            |
| 11. | Glauchauer SV 07 d                     | 3     | 31  | 18  | 4  | 9   | 104 | 52  | +52   | 40:22   | 1,29   | 1     | 1912–1915            |
| 12. | VfL Lichtenstein                       | 4     | 72  | 14  | 8  | 50  | 105 | 285 | −180  | 36:108  | 0,5    | 0     | 1927/28, 1929–1932   |
| 13. | Crimmitschauer BC                      | 3     | 35  | 13  | 4  | 18  | 55  | 84  | −29   | 30:40   | 0,86   | 0     | 1913–1916            |
| 14. | PSV Zwickau                            | 2     | 36  | 6   | 7  | 23  | 67  | 130 | −63   | 19:53   | 0,53   | 0     | 1930/31, 1932/33     |
| 15. | SC Niederlungwitz                      | 2     | 36  | 6   | 5  | 25  | 60  | 131 | −71   | 17:55   | 0,47   | 0     | 1931–1933            |
| 16. | Fußballring 1919 Crossen               | 3     | 52  | 8   | 1  | 43  | 59  | 251 | −192  | 17:87   | 0,33   | 0     | 1924–1927            |
| 17. | FC Wacker Meerane                      | 1     | 14  | 7   | 1  | 6   | 40  | 43  | −3    | 15:13   | 1,07   | 0     | 1914/15              |
| 18. | FA der Turnerschaft Meerane c          | 1     | 14  | 6   | 1  | 7   | 35  | 34  | +1    | 13:15   | 0,93   | 0     | 1914/15              |
| 19. | KSG Zwickauer SC/Olympia Zwickau       | 1     | 6   | 5   | 0  | 1   | 0   | 0   | ±0    | 10:20   | 1,67   | 1     | 1917/18              |
| 20. | SV Hartenstein                         | 1     | 18  | 2   | 2  | 14  | 22  | 84  | −62   | 6:30    | 0,33   | 0     | 1928/29              |
| 21. | Glauchauer Sportfreunde d              | 2     | 22  | 1   | 2  | 19  | 15  | 19  | −4    | 4:40    | 0,18   | 0     | 1912/13, 1914/15     |
| 22. | FC Sparta Altenburg                    | 1     | 10  | 1   | 0  | 9   | 1   | 13  | −12   | 2:18    | 0,2    | 0     | 1916/17              |
| 23. | SpVgg 1910 Niederhaßlau                | 1     | 18  | 0   | 1  | 17  | 12  | 77  | −65   | 1:35    | 0,06   | 0     | 1924/25              |